# ITF Saint-Malo
Das ITF Saint-Malo (offiziell: Open 35 de Saint-Malo, vormals L’Open Emeraude Solaire de Saint-Malo) ist ein Tennisturnier des ITF Women’s Circuit, das in Saint-Malo, Frankreich ausgetragen wird.
Im Jahr 2021 wurde das Turnier erstmals durch die WTA als Turnier der Kategorie WTA Challenger Series mit einem erhöhten Preisgeld von 125.000 $ ausgetragen.

## Siegerliste

### Einzel
| Jahr                      | Siegerin               | Finalgegnerin           | Ergebnis       |
| ------------------------- | ---------------------- | ----------------------- | -------------- |
| ↓ Kategorie: $100.000+H ↓ |                        |                         |                |
| 2008                      | Stéphanie Cohen-Aloro  | Jelena Kostanić Tošić   | 6:2, 7:5       |
| 2009                      | Arantxa Parra Santonja | Alexandra Dulgheru      | 6:4, 6:3       |
| 2010                      | Romina Oprandi         | Alizé Cornet            | 6:2, 2:6, 6:2  |
| 2011                      | Sorana Cîrstea         | Silvia Soler Espinosa   | 6:2, 6:2       |
| ↓ Kategorie: $25.000 ↓    |                        |                         |                |
| 2012                      | Maryna Zanevska        | Estrella Cabeza Candela | 6:2, 6:75, 6:0 |
| 2013                      | Teliana Pereira        | Pauline Parmentier      | 6:2, 6:1       |
| ↓ Kategorie: $50.000 ↓    |                        |                         |                |
| 2014                      | Carina Witthöft        | Alberta Brianti         | 6:0, 6:1       |
| ↓ Kategorie: $50.000+H ↓  |                        |                         |                |
| 2015                      | Darja Kassatkina       | Laura Siegemund         | 7:5, 7:64      |
| 2016                      | Maryna Zanevska        | Camilla Rosatello       | 6:1, 6:3       |
| 2017                      | Polona Hercog          | Diāna Marcinkēviča      | 6:3, 6:3       |
| ↓ Kategorie: $60.000+H ↓  |                        |                         |                |
| 2018                      | Ljudmila Samsonowa     | Katarina Sawazka        | 6:0, 6:2       |
| 2019                      | Warwara Gratschowa     | Marta Kostjuk           | 6:3, 6:2       |
| 2020                      | Nadia Podoroska        | Cristina Bucșa          | 4:6, 7:5, 6:2  |

### Doppel
| Jahr                      | Siegerinnen                                        | Finalgegnerinnen                           | Ergebnis          |
| ------------------------- | -------------------------------------------------- | ------------------------------------------ | ----------------- |
| ↓ Kategorie: $100.000+H ↓ |                                                    |                                            |                   |
| 2008                      | María José Martínez Sánchez Arantxa Parra Santonja | Renata Voráčová Nastassja Jakimawa         | 6:2, 6:1          |
| 2009                      | Timea Bacsinszky Tathiana Garbin                   | Andreja Klepač Aurélie Védy                | 6:3, Aufgabe      |
| 2010                      | Petra Cetkovská Lucie Hradecká                     | Marija Korytzewa Ioana Raluca Olaru        | 6:4, 6:2          |
| 2011                      | Nina Brattschikowa Darija Jurak                    | Johanna Larsson Jasmin Wöhr                | 6:4, 6:2          |
| ↓ Kategorie: $25.000 ↓    |                                                    |                                            |                   |
| 2012                      | Pemra Özgen Aljona Sotnykowa                       | Aleksandrina Najdenowa Teliana Pereira     | 6:4, 7:66         |
| 2013                      | Eliza Kostowa Florencia Molinero                   | Kathinka von Deichmann Nina Zander         | 6:2, 6:4          |
| ↓ Kategorie: $50.000 ↓    |                                                    |                                            |                   |
| 2014                      | Giulia Gatto-Monticone Anastasia Grymalska         | Tatiana Búa Beatriz García Vidagany        | 6:3, 6:1          |
| ↓ Kategorie: $50.000+H ↓  |                                                    |                                            |                   |
| 2015                      | Kristína Kučová Anastasija Sevastova               | Marija Marfutina Natalja Wichljanzewa      | 6:71, 6:3, [10:5] |
| 2016                      | Lina Gjorcheska Diāna Marcinkēviča                 | Alexandra Cadanțu Jaqueline Adina Cristian | 3:6, 6:3, [10:8]  |
| 2017                      | Diāna Marcinkēviča Daniela Seguel                  | Irina Bara Mihaela Buzărnescu              | 6:3, 6:3          |
| ↓ Kategorie: $60.000+H ↓  |                                                    |                                            |                   |
| 2018                      | Cristina Bucsa María Fernanda Herazo Gonzales      | Alexandra Cadanțu Diāna Marcinkēviča       | 4:6. 6:1, [10:8]  |
| 2019                      | Ekaterine Gorgodse Maryna Zanevska                 | Aliona Bolsova Zadoinov Tereza Mrdeža      | 6:78, 7:5, [10:8] |
| 2020                      | Paula Kania Katarzyna Piter                        | Magdalena Fręch Viktorija Golubic          | 6:2, 6:4          |

## Quelle
- ITF Homepage